# Au cœur de l'histoire
 (octobre 2014).
Si vous disposez d'ouvrages ou d'articles de référence ou si vous connaissez des sites web de qualité traitant du thème abordé ici, merci de compléter l'article en donnant les références utiles à sa vérifiabilité et en les liant à la section « Notes et références ».
Au cœur de l'histoire est une émission de radio sur l'histoire, présentée par Virginie Girod et produite par Europe 1.
Entre 2011 et 2018, l'émission est présentée quotidiennement par Franck Ferrand et diffusée sur les ondes d'Europe 1.  
À partir de 2018, elle n'existe plus qu'en format podcast disponible sur Internet sur Europe 1 Studio.  
Celui-ci est d'abord présenté par Fabrice d'Almeida de 2018 à 2019, puis par Jean des Cars (2019-2021), Clémentine Portier-Kaltenbach (2021-2022) et enfin par Virginie Girod entre septembre 2022 et juillet 2025. 
Entre 2024 et 2025, Stéphane Bern présente également l'émission en semaine du lundi au vendredi de 15h à 16h. 

## Historique
La première émission a lieu le 28 février 2011. Au début, diffusée du lundi au samedi de 13 h 30 à 14 h 30, elle est depuis 2013 diffusée de 14 h à 15 h. Au cœur de l'histoire traite de sujets divers, pouvant aller d'un personnage à un lieu, à un monument, une ville, une date, une époque, une affaire, un mystère, bien évidemment, toujours en rapport avec l'histoire.
Au cœur de l'histoire est l'émission radiophonique française la plus écoutée en podcast. Ceux-ci sont disponibles sur le site d'Europe 1, depuis la première émission de 2011.
En septembre 2013 est parue chez Flammarion, une retranscription d'émissions d’Au cœur de l'histoire, composée des 30 meilleurs récits selon Franck Ferrand.
En janvier 2017 l'émission gagne une demi-heure pour être diffusée de 14h à 15h30.
À la rentrée 2017, l'émission retrouve sa durée initiale et est désormais diffusée de 14h à 15h.
Le 27 juin 2018, Franck Ferrand fête la 1500e émission et en même temps ses 15 années sur les ondes d'Europe 1, Au cœur de l'histoire disparaissant de la grille à la rentrée.

## Une heure d'Histoire
L'émission comporte deux parties d'une demi-heure. La première est un moment de récit, narré par Franck Ferrand, et la seconde consiste en une discussion entre l'animateur et un invité, où le sujet est approfondi.
Certaines émissions sont organisées hors des studios d'Europe 1 pour les dynamiser et pour rendre certaines commémorations plus intenses comme lors de la commémoration du débarquement de juin 1944 en 2014, où l'émission se déroula sur une barge du débarquement. Certaines émissions ont aussi eu lieu à La Grande Loge de France pour évoquer la Franc-maçonnerie, à Bordeaux pour parler de ses vins, dans la Sainte-Chapelle, etc. depuis 2017, la dernière demi-heure parle de patrimoine en rapport avec le sujet de l'émission.

## Europe 1 Studio

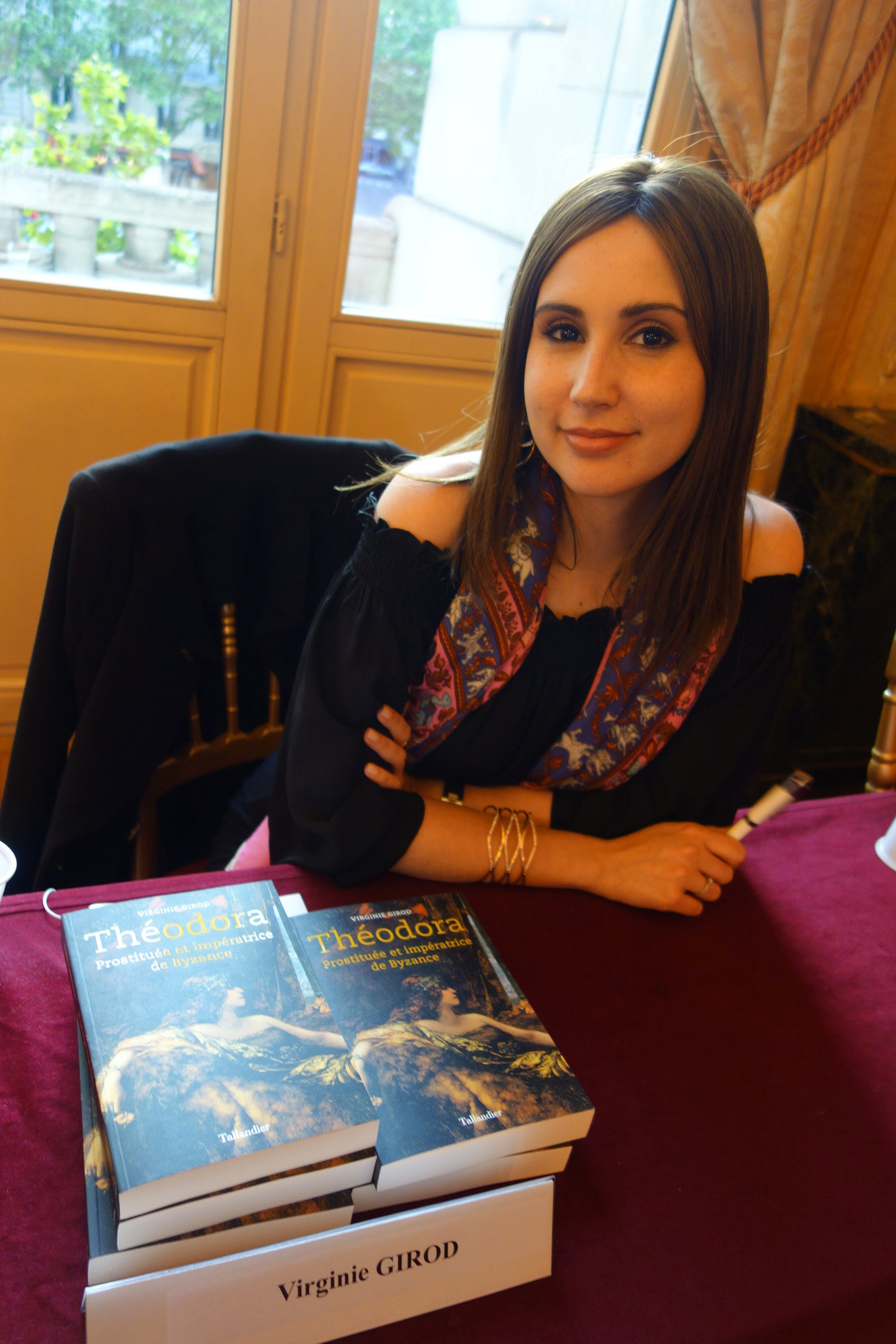
L'historienne Virginie Girod présente le podcast entre 2022 et 2025.

L'émission renaît sur Internet en 2018 sous forme d'un podcast. Celui est d'abord présenté par Fabrice d'Almeida,, puis par Jean des Cars,, puis par la chroniqueuse Clémentine Portier-Kaltenbach, qui officie également sur l'antenne d'Europe 1 dans l'émission Historiquement vôtre, aux côtés de Matthieu Noël et Stéphane Bern.
Le podcast est d'abord diffusé quatre jours par semaine puis devient une quotidienne disponible sur les plates-formes d'écoute à partir du 20 septembre 2021.
Après avoir enregistré plus d’un million de téléchargements en août 2022, le podcast intègre le Top 30 publié par Médiamétrie. Par ailleurs, l'émission connaît une progression de 16% du nombre d'auditeurs entre 2021 et 2022.
Entre septembre 2022 et juillet 2025, l'émission est ensuite présentée par Virginie Girod. Elle est constituée de deux émissions quotidiennes consacrées à des portraits (du lundi au jeudi) et d'un épisode bonus (le vendredi).

## Résumé des présentateurs
- Franck Ferrand (2011-2018)
- Fabrice d'Almeida (2018-2019)
- Jean des Cars (2019-2021)
- Clémentine Portier-Kaltenbach (2021 - 2022)
- Virginie Girod (2022 - 2025)

## Résumé de la diffusion
Du lundi au samedi :
- 2011-2013 : de 13 h 30 à 14 h 30
- 2013-2017 : de 14 h à 15 h
- 2017-2018 : de 14 h à 15 h 30 puis retour de 14 h à 15 h
- Depuis 2018 : uniquement en podcast